# Железнодорожная катастрофа в Бальвано
Железнодорожная катастрофа в Бальвано является самым крупным происшествием за всю историю железных дорог Италии. Катастрофа произошла в ночь с 2 на 3 марта 1944 года в Бальвано в регионе Лукания (ныне Базиликата). Более 500 человек, находившихся в товарных вагонах поезда, умерли от отравления угарным газом и другими продуктами сгорания из паровозной топки во время длительной остановки поезда в тоннеле Арми.

## Предпосылки
В 1943 году в Италию, входившую в страны «оси», вторглись американские и британские войска. Южная часть Апеннинского полуострова была почти полностью захвачена силами союзников и страдала от недостаточного снабжения, вызванного военным временем. На фоне дефицита возник чёрный рынок: люди в больших городах, таких как Неаполь, начали обменивать свежие продукты на товары, привозимые военнослужащими. Чтобы привезти новые партии продуктов, итальянцы проникали на грузовые поезда, следовавшие в нужном направлении.
Железнодорожные компании испытывали нехватку высококачественного угля. Сжигание низкосортных заменителей привело к снижению мощности паровозов и образованию большого количества монооксида углерода (угарного газа) — ядовитого газа без запаха, что оказалось особенно серьёзной проблемой для железнодорожной сети Италии, проложенной по гористой местности и включавшей множество тоннелей с уклоном до 3,5 %.
В феврале 1944 года эти обстоятельства привели к первому происшествию: персонал поезда, перевозившего американские войска, в тоннеле на железной дороге Баттипалья — Метапонто отравился продуктами сгорания некачественного угля. В результате один из машинистов упал в обморок и оказался между паровозом и тендером, где был раздавлен насмерть. Однако происшествие не привело ни к каким изменения в работе железнодорожной сети.

## Катастрофа

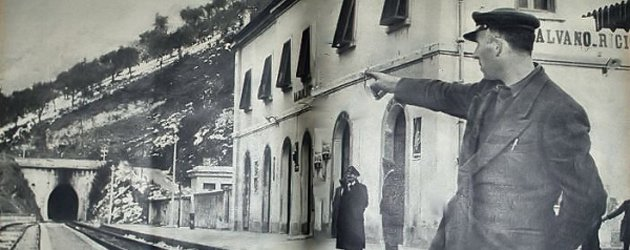
Начальник станции Бальвано указывает направление, в котором ушёл поезд. Тоннель на фотографии не является тоннелем Арми, в котором произошла катастрофа, он расположен в 2 км далее.

Вечером 2 марта 1944 года товарный поезд № 8017 отправился из Неаполя в Потенцу. Он состоял из 47 товарных вагонов и имел повышенную массу — 520 тонн. Помимо этого, в него проникло много нелегальных пассажиров.
Первая часть пути проходила по равнине, по ней поезд тянул электровоз E.626. В 19:00 поезд покинул Баттипалью и въехал на более крутой, неэлектрифицированный участок железной дороги Баттипалья — Метапонто. Вместо электровоза состав прицепили к двум паровозам, 480.016 и 476.058.
В Эболи некоторых безбилетных пассажиров обнаружили и сняли с состава, но на следующих остановках в поезд проникли новые пассажиры, и их общее число увеличилось до 600 человек, что привело к значительной перегрузке поезда. В полночь поезд прибыл на станцию Бальвано-Ричильяно, где остановился для обслуживания паровозов.
В 00:50 поезд отправился в сторону станции Белла-Муро и развил скорость около 15 км/ч. Через 1,8 км он подошёл к узкому и плохо вентилируемому тоннелю Арми, длина которого составляла 1968 м при уклоне 1,3 %. Когда паровозы вошли в тоннель, колёса начали скользить по рельсам, ставшим влажными из-за росы. Использование песка не помогало, и поезд начал терять скорость, пока не остановился, причём почти все вагоны находились внутри тоннеля.
Незадолго перед этим через тоннель прошёл другой поезд, и воздух уже был заполнен дымом. Попытки машинистов продолжить движение привели к увеличению доли угарного газа в дыме. В результате паровозная бригада и безбилетные пассажиры медленно задыхались, не понимая, что с ними происходит. Большинство умерло во сне. Немногие выжившие в основном находились в последних вагонах, которые оставались снаружи тоннеля.
В какой-то момент машинист паровоза 476 попытался включить задний ход, стремясь выехать из тоннеля, но упал в обморок, прежде чем ему это удалось. Более того, он не мог общаться с машинистом другого паровоза, который продолжал тянуть состав вперёд, так как серия 476 производились в Австрии под левостороннее движение, в то время как серия 480 имела привычную для итальянских железных дорог правостороннюю компоновку.
В 05:10 начальник станции Бальвано узнал о катастрофе от проводника заднего тормозного вагона, который вернулся на станцию пешком. В 05:25 к месту трагедии подъехал паровоз, но множество трупов на рельсах помешало вывести поезд из тоннеля. Только сорок оставшихся в живых человек из последних вагонов смогли получить помощь. В 08:40 прибыла вторая спасательная команда, которая оттащила поезд на станцию. Из поездной бригады уцелели только проводник тормозного вагона и кочегар второго локомотива.
Из-за большого количества жертв, нехватки ресурсов и бедности многих погибших только работники железной дороги были похоронены надлежащим образом. Безбилетные пассажиры были закопаны без богослужения в четырёх общих могилах на кладбище Бальвано.

## Ответственность

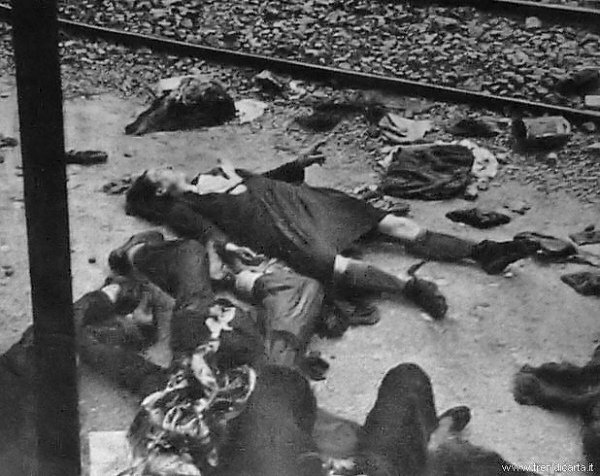
Жертвы катастрофы

Авария стала следствием многих факторов. Основная причина заключалась в отсутствии надзора со стороны железнодорожных властей, которые допускали проникновение такого количества безбилетных пассажиров в поезда. Факторами, способствовавшими трагедии, были уголь низкого качества, отсутствие вентиляции в тоннеле, мокрые рельсы и тот факт, что оба паровоза находились в голове состава, а не спереди и сзади. Отсутствие связи между машинистами двух локомотивов, в конечном итоге, оказалось первопричиной происшествия. Кроме того, число погибших увеличилось из-за задержки спасательных работ.
Несмотря на это, комиссия, расследовавшая происшествие, не стала искать виновных и сочла, что катастрофа вызвана обстоятельствами непреодолимой силы. Газета Corriere della Sera — Salerno в конце марта 1944 года писала, что к катастрофе привело:
«...сочетание таких материальных причин, как густой туман, полное отсутствие ветра, из-за чего отсутствовала естественная вентиляцию тоннеля, влажные рельсы и т. д.; причин, которые, к сожалению, возникли почти одновременно, в быстрой последовательности. Поезд остановился из-за того, что колёса проскальзывали на рельсах, а машинисты паровозов были отравлены газом прежде, чем смогли принять меры, чтобы вывести поезд из тоннеля. Из-за наличия чрезвычайно ядовитого угарного газа произошло отравление нелегальных пассажиров. Действие этого газа настолько быстрое, что трагедия произошла раньше, чем могла быть оказана помощь извне.»

Начальники станций Бальвано и Белла-Муро не предприняли никаких действий для определения местоположения поезда, когда он выбился из расписания. Однако в послевоенной неразберихе связь была нерегулярной, и поезда могли сильно задерживаться. Не было ничего необычного в том, что преодоление горного участка длиной 7 км заняло больше 2 часов.
Организация работы железной дороги находилась в прямом ведении командования союзников, поэтому персонал поезда и станции не мог останавливать поезд и что-то в нём менять. Командование, в свою очередь, направило к месту катастрофы поезд, оснащённый кислородными масками, персонал которого установил наличие аномального количества токсичных газов.

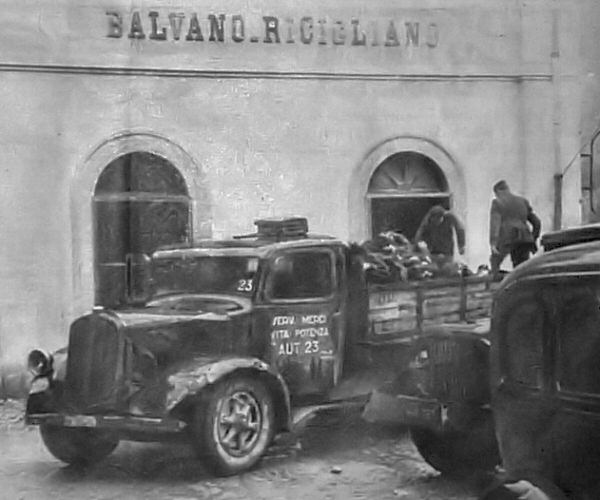
Перевозка тел погибших к общей могиле

Государственная железнодорожная компания Ferrovie dello Stato Italiane сняла с себя всякую ответственность, заявив, что в сложившейся системе управления, когда итальянские власти сосуществовали с командованием США, невозможно было даже определить, кто несёт ответственность за конкретный поезд. Однако повод для обвинений был — несмотря на высокий спрос, на маршруте между Неаполем и Потенцей курсировал только один регулярный пассажирский поезд (№ 8021), который отправлялся из Неаполя дважды в неделю, по средам и субботам, что привело к росту незаконных поездок на товарных поездах.
Пытаясь предотвратить критику, министерство финансов назначило семьям всех опознанных жертв такую же компенсацию, какую выплатили жертвам войны (хотя выплачена она была спустя 15 лет после трагедии).

## Изменения в правилах
После катастрофы на линии Баттипалья — Метапонто было введено ограничение на массу поездов в 350 тонн. Для особо тяжёлых составов, требующих двойной тяги, предписывалось вместо двух паровозов использовать американский тепловоз и итальянский паровоз. Кроме того, на южном конце тоннеля Арми был установлен постоянный пост, который пропускал поезда только после того, как выхлопные газы от предыдущих поездов выветривались.
Пост охраны действовал до 1959 года, когда использование паровозов на линии было запрещено. Ограничение по массе отменили в 1996 году после электрификации линии.

## В культуре
- «Galleria dele Armi» — песня американского музыканта Терри Аллена с альбома Human Remains (1996).
- The Black Market Express — эпизод документального фильма «Катастрофы века» (2000), посвящённый происшествию в Бальвано. Транслировался на канадском телеканале History[англ.].